# Tomáš Kemel
Tomáš Kemel (* 7. března 1948 Praha) je bývalý československý a český boxer.

## Sportovní kariéra
S boxem začínal ve 14 letech v pražském klubu TJ Slavoj pod vedením Františka Pazdery. V roce 1967 narukoval na vojnu do Olomouce, kde se v klubu Dukla připravoval pod vedením Horymíra Netuky a Alexandra Bögiho. Po skončení vojenské služby se rozhodl v Dukle Olomouc zůstat. V československé reprezentaci se pohyboval od roku 1968 v lehké střední váze do 71 kg. Patřil k nejtechničtějším boxerům své doby, v československé boxerské lize neměl ve své váze konkurenci. V mezinárodním měřítku však na nejlepší boxery nestačil. Nenašel se trenér, který by v něm uměl probudit zdravou agresi. Trenér Netuka ho popisoval slovy "Tomáš je slušný, hodný, skromný, zdvořilý kluk – a takový je, bohužel, i v ringu."

### Výsledky
| Turnaj             | 1969 | 1970 | 1971 | 1972 | 1973 | 1974 | 1975 |
| Turnaj             | 21   | 22   | 23   | 24   | 25   | 26   | 27   |
| Turnaj             | -71  | -71  | -71  | -71  | -71  | -71  | -71  |
| ------------------ | ---- | ---- | ---- | ---- | ---- | ---- | ---- |
| Olympijské hry     |      |      |      | —    |      |      |      |
| Mistrovství světa  |      |      |      |      |      | úč.  |      |
| Mistrovství Evropy | úč.  |      | —    |      | úč.  |      | úč.  |

### Mistrovství světa
| Mistrovství světa               | Mistrovství světa               | Mistrovství světa               | Mistrovství světa               | Mistrovství světa               | Mistrovství světa               | Mistrovství světa               | Mistrovství světa               |
| Kolo                            | Výsledek                        | Bilance                         | Soupeř                          | Výsledek                        | Datum                           | Turnaj                          | Místo                           |
| 1974 Mistrovství světa do 71 kg | 1974 Mistrovství světa do 71 kg | 1974 Mistrovství světa do 71 kg | 1974 Mistrovství světa do 71 kg | 1974 Mistrovství světa do 71 kg | 1974 Mistrovství světa do 71 kg | 1974 Mistrovství světa do 71 kg | 1974 Mistrovství světa do 71 kg |
| ------------------------------- | ------------------------------- | ------------------------------- | ------------------------------- | ------------------------------- | ------------------------------- | ------------------------------- | ------------------------------- |
|                                 | prohra                          | 0-1                             | Rolando Garbey (CUB)            | TKO 1                           | 18. srpna 1974                  | Mistrovství světa               | Havana, Kuba                    |

### Mistrovství Evropy
| Mistrovství Evropy               | Mistrovství Evropy               | Mistrovství Evropy               | Mistrovství Evropy               | Mistrovství Evropy               | Mistrovství Evropy               | Mistrovství Evropy               | Mistrovství Evropy               |
| Kolo                             | Výsledek                         | Bilance                          | Soupeř                           | Výsledek                         | Datum                            | Turnaj                           | Místo                            |
| 1975 Mistrovství Evropy do 71 kg | 1975 Mistrovství Evropy do 71 kg | 1975 Mistrovství Evropy do 71 kg | 1975 Mistrovství Evropy do 71 kg | 1975 Mistrovství Evropy do 71 kg | 1975 Mistrovství Evropy do 71 kg | 1975 Mistrovství Evropy do 71 kg | 1975 Mistrovství Evropy do 71 kg |
| -------------------------------- | -------------------------------- | -------------------------------- | -------------------------------- | -------------------------------- | -------------------------------- | -------------------------------- | -------------------------------- |
|                                  | prohra                           | 2-3                              | Wiesław Rudkowski (POL)          | 0:5                              | 3. června 1975                   | Mistrovství Evropy               | Katovice, Polsko                 |
|                                  | vítězství                        | 2-2                              | Per Müllertz (DEN)               | 5:0                              | 3. června 1975                   | Mistrovství Evropy               | Katovice, Polsko                 |
| 1973 Mistrovství Evropy do 71 kg |                                  |                                  |                                  |                                  |                                  |                                  |                                  |
|                                  | prohra                           | 1-2                              | Wiesław Rudkowski (POL)          | 0:5                              | 5. června 1973                   | Mistrovství Evropy               | Bělehrad, Jugoslávie             |
|                                  | vítězství                        | 1-1                              | Cy Harrison (SCO)                | TKO 2                            | 5. června 1973                   | Mistrovství Evropy               | Bělehrad, Jugoslávie             |
| 1969 Mistrovství Evropy do 71 kg |                                  |                                  |                                  |                                  |                                  |                                  |                                  |
|                                  | prohra                           | 0-1                              | István Kovács (HUN)              | tech. body                       | 1. června 1969                   | Mistrovství Evropy               | Bukurešť, Rumunsko               |